# Захаров, Михаил Иванович (художник)
Михаил Иванович Захаров (родился 1 июля 1945, деревня Шандар (по некоторым источникам, деревня Берёзовка) Уватского района, Тюменской области) — советский и российский художник, член Тюменского отделения Союза художников СССР с 1980 года.

## Биография
Михаил Иванович Захаров родился 1 июля 1945 года в семье Ивана Дмитриевича Захарова (род. в 1905) и Евдокии Фёдоровны Захаровой (род. в 1915).
Учился в Заочном народном университете искусств им. Н. К. Крупской (ЗНУИ) в Москве в период с 1961 года по 1964 год.
С начала 1970-х годов художник активно пишет, выставляет и продаёт свои работы.
В 1980 году Михаил Иванович Захаров стал членом Тюменского отделения Союза художников.
С 1987 по 1989 год Захаров занимал должность председателя художественного совета Тюменского отделения Союза художников.
С 1989 года по 1991 год являлся членом правления, членом художественного совета, членом областного выставкома Тюменского отделения Союза художников России.
Михаил Захаров живёт и работает в Тюмени (Россия).

## Творчество и выставки
Этот самобытный художник может достойно представлять Россию в любой стране – он понятен всем! Сейчас людей мало чем удивишь, а вот Захаров обладает особым даром и не перестает удивлять, восхищать – картинами, зарисовками, рассказами… Работает легко, свободно, потому что переполнен художественными образами. Ему повезло родиться в заповедном Уватском районе – крае рыболовов, охотников, сказочников.
                                                                               Доктор искусствоведения Сезёва Н.И.

### Живопись
Михаил Иванович Захаров — автор тематических картин, деревенских пейзажей, натюрмортов, портретов. На многих его работах можно встретить символ тайги — глухаря. Художник работает в стиле фигуративного искусства. Основная тема творчества Захарова менялась со временем, так в его произведениях в 1970-х годах преобладала сибирская природа («Царство мхов», «Древняя птица»), в 1980-е это были заброшенные деревни («Половодье», «Мазуровские козлы», «Сфинксы заброшенной деревни»), а в 1990-х годах основной темой стали следы разрушительной человеческой деятельности («Ностальгия», «Шорох звёзд»).
Ряд работ автора можно выделить в отдельные серии:
- «Деревенские бывальщины» — автобиографическая серия («Большой глухарь», «Сбор ягод», «Добыли медведя»);
- «Сибирская деревня середины XX века»;
- «Брошенная деревня»;
- «Несколько сюжетов из быта семияровского торговца Евлампия»;
- «Свидание за околицей»;
- «Две Венеры».[9]

Персональные выставки художника:
М. И. Захаров принимал участие в городских, областных, республиканских, всесоюзных, всероссийских, международных выставках. Его выставочная деятельность началась с 1974 года со Всесоюзной выставки «Творчество молодых» на ВДНХ (Москва).
- 2004 Избранное. Тюменский музей изобразительных искусств, г. Тюмень;[5]
- 2005 «80 лет Уватскому району», с. Уват, Тюменская область;[5]
- 2009 Тюменский музей изобразительных искусств, г. Тюмень;[10]
- 2009 Региональная выставка «Урал Х», Музей изобразительных искусств г. Челябинск;[5]
- 2010 «85 лет Уватскому району». с. Уват, Тюменская область;[5]
- 2010 «Михаил Захаров. Деревенские бывальщины.», г. Тюмень, Тюменский музей изобразительных искусств;[11]
- 2012 «Михаил Захаров», г Тюмень, Дом Советов;[12]
- 2013 «Диалоги с Райшевым»: Михаил Захаров. Сибирские бывальщины, г. Ханты-Мансийск, Галерея-мастерская художника Г. С. Райшева;[13]
- 2014 «Михаил Захаров. Легенды седого Иртыша», г. Санкт-Петербург, Президентская библиотека им. Б. Н. Ельцина;[14]
- 2015 «Михаил Захаров. По небу лодка плыла», г. Тюмень, Тюменский областной музей изобразительных искусств;[15][16][17]
- 2016 «Михаил Захаров. Сибирская деревня», с Уват, Тюменская область;[18]
- 2017 «Михаил Захаров. По небу лодка плыла», г. Москва, Московский музей русского лубка и наивного искусства;[10][19]
- 2017 «Михаил Захаров. Уват заповедный. В царстве мхов», г. Тюмень арт-галерея «GRANGE».[20][21]
- 2020 «Михаил Захаров. Избранное», г. Тюмень арт-салон «На Никольской».[22]
- 2022 «Михаил Захаров. Деревня Кулакова и ее обитатели», г. Тюмень арт-салон «На Никольской».[23]

Произведения художника находятся в:
- Краеведческом музее Уватского муниципального района,
- Тюменском музее изобразительных искусств (ТМИИ),
- Белгородском государственном художественном музее,
- Белгородском государственном музее народной культуры,
- Государственном художественном музее г. Ханты-Мансийск,
- Музее русского лубка и наивного искусства г. Москва,
- Музее Природы и Человека, г. Ханты-Мансийск,
- частных собраниях России, Бельгии, Канады, Японии, Америки..

### Проза
Первые публикации прозы художника состоялись в 2008 году в журнале «Проталина» (Екатеринбург). Позже произведения автора неоднократно появлялись в этом журнале.

## Признание

### Государственные награды и звания
- 1999 — Лауреат областной премии им. И. А. Калганова. За создание оригинальной жанрово-тематической композиции («Шайтановское болото», 1999 г., х., м.).[5]

- 2001, 2002 — Лауреат областной премии им. В. П. Овчарова. За создание лучшего натюрморта («Грустное соло для одинокой лошади», 2001 г., х.,м.).[5]

- 2004 — Грамота Администрации города Тюмени, Комитета по культуре Тюменской области «За активную творческую деятельность, большой вклад в развитие изобразительного искусства России» (Тюмень).[5]

- 2009 — Диплом I степени за участие в Региональной выставке «Урал Х», г. Челябинск.[5]

- 2009 — Почётная грамота главы администрации г. Тюмени. За большой вклад в развитие изобразительного искусства.[2]

- 2009 — Лауреат Всероссийского литературного конкурса «Патриот России» (премия в номинации «Павел Бажов» — г. Волгоград, 2009 г.)[34] "За разработку темы истории родного края в повести «Ягин Яр».[35]

- 2010 — Почётная грамота Министерства культуры РФ. Стипендиат Министерства культуры РФ. За большой вклад в развитие культуры России.[36]

- 2013 — награждён Медалью ордена «За заслуги перед Отечеством» II степени «За большие заслуги в развитии отечественной культуры и искусства, многолетнюю плодотворную деятельность».[37]

### Общественные звания
Почётный гражданин Уватского района (2014г).